# Antirretroviral

Puntos de acción de los antirretrovirales

Los fármacos antirretrovirales o antirretrovíricos (TAR de terapia antirretroviral) son medicamentos antivirales específicos para el tratamiento de infecciones por retrovirus como, por ejemplo, el virus de la inmunodeficiencia humana (VIH), causante del síndrome de inmunodeficiencia adquirida (SIDA).
Diferentes antirretrovíricos se utilizan en varias etapas del ciclo vital del VIH. El conjunto de varias combinaciones de tres o cuatro fármacos se conoce como TARGA (terapia antirretroviral de gran actividad).

## Antirretrovirales para VIH

### Inicio del tratamiento
Las guías de tratamiento están en cambio constante, desde un inicio más agresivo hasta un enfoque más conservador, con un punto de inicio alrededor de 150 a 350 linfocitos CD4/mm³. Las últimas guías europeas e internacionales usan el límite de 500 CD4+/mm³ como el parámetro para iniciar la terapia antirretroviral, aunque estas mismas guías plantean situaciones en las que debe iniciarse el tratamiento independientemente del número de CD4+ (personas infectadas a la vez por VIH y por el virus de la hepatitis B o virus de la hepatitis C; personas con parejas que son VIH negativas, personas con más de 50 años, etcétera).
En sí, no existe una pauta exacta para saber cuándo iniciar el tratamiento, salvo el uso de la clínica y el estado inmunitario del paciente. Muchas veces el paciente puede presentar un conteo de 500 CD4+/mm³, pero padecer graves enfermedades oportunistas. Es necesario hacer referencia también a la carga viral: si esta es demasiado elevada (superior a un millón de copias del virus/mm³), es recomendable iniciar el tratamiento. Pero esta es la carga vírica virtual, diferente a la carga vírica real, que consiste en saber la cifra exacta de virus en el individuo, que es muy superior.
Los regímenes antirretrovirales son complejos, con posibles efectos colaterales graves, dificultades con la adherencia y un posible desarrollo de resistencia viral (a causa de la falta de adherencia, niveles subóptimos de los fármacos antirretrovirales o una replicación aumentada del virus). El tratamiento se ofrece a todos los pacientes antes de que estén en riesgo de padecer condiciones definitorias de sida. La recomendación de tratamiento antirretroviral a pacientes asintomáticos requiere evaluar los posibles riesgos y beneficios.

### Terapia combinada
El VIH tiene un ciclo vital que puede ser tan corto como 1,5 días, desde el ensamblado en una célula infectada hasta la infección de una nueva célula. El VIH utiliza la transcriptasa inversa para mediar su conversión de ARN a ADN. Esta enzima no corrige errores, y proporciona variabilidad de copias. Dado que la vida media del virus es corta y las copias de ADN son altamente variadas, por la alta cantidad de errores de transcripción, existe una alta tasa de mutación. Muchas de las mutaciones son inferiores al virus original (frecuentemente pierden la habilidad de reproducirse) o no implican ninguna ventaja, pero algunas son superiores al virus base y pueden habilitar al virus para resistir el tratamiento antirretroviral. La mejor defensa contra la resistencia es la supresión máxima del virus, ya que reduciendo la cantidad de copias activas se reduce la tasa de mutación.
Las combinaciones de antirretrovíricos actúan incrementando el número de obstáculos para la mutación viral, y mantienen bajo el número de copias virales. Los agentes antirretrovirales individualmente no suprimen la infección por VIH a largo plazo, por lo cual deben usarse en combinaciones.
Las combinaciones de antirretrovirales pueden ser de sinergismo positivo o negativo. Esto limita el número de combinaciones disponibles. Por ejemplo, la combinación de ddI y AZT es de sinergismo negativo, ya que, si se administran juntos, cada fármaco inhibe la acción del otro.
Otros factores que limitan las combinaciones disponibles son la aparición de efectos colaterales graves. La necesidad de un horario de administración complicado dificulta la adherencia apropiada al tratamiento.

### Limitaciones
En caso de que aparezca resistencia vírica a la terapia altamente supresiva, las opciones son escasas. Cuando existe resistencia a los medicamentos, los medicamentos contra el VIH que antes controlaban el VIH en una persona ya no surten efecto. En otras palabras, los medicamentos contra el VIH no pueden evitar que el VIH resistente al medicamento se multiplique. La resistencia a los medicamentos (también llamada farmacorresistencia) puede hacer que falle el tratamiento contra el VIH. El VIH resistente al medicamento puede transmitirse de una persona a otra (lo cual se llama resistencia transmitida).
Frente a la resistencia viral, una opción es la combinación de un grupo mayor de fármacos, lo que se conoce como mega-terapia altamente supresiva. Desafortunadamente, con frecuencia se asocia al aumento en los efectos adversos, así como en el costo.
La terapia intermitente es un enfoque experimental diseñado para reducir la exposición a los fármacos y limitar, así, la cantidad de efectos adversos. Consiste en la interrupción de los fármacos en ciclos semanales de toma por 5 días y suspensión por 2 días, usualmente durante el fin de semana. Sin embargo, datos recientes sugieren que este enfoque es inefectivo y deriva en aumento de la resistencia vírica.
Una vez que se produce la resistencia viral, el pronóstico se deteriora; sin embargo, existen nuevos medicamentos en ensayos clínicos, por lo cual es raro en un país industrializado que se produzca la muerte a consecuencia del sida.
Sin embargo, en los países subdesarrollados, el acceso limitado a los tratamientos hace que las tasas de mortalidad continúen en niveles alarmantes.

## Fármacos antirretrovirales

### Inhibidores de transcriptasa inversa
La transcriptasa inversa o transcriptasa reversa es una enzima vírica que el VIH requiere para su reproducción. La inhibición de esta enzima impide el desarrollo de ADN viral basado en su ARN. Existen tres clases:

#### Inhibidores análogos nucleósidos
Fueron la primera clase de antirretrovíricos desarrollados.
- Zidovudina: Llamada anteriormente azidotimidina, sus siglas son AZT o ZDV y está comercializado como Retrovir® por GlaxoSmithKline (GSK); es un análogo de la timidina

Primer antirretroviral aprobado por la FDA, desarrollado originalmente en 1964 y usado en pruebas contra el cáncer durante la década de 1970, pero abandonado por su falta de eficacia y por su toxicidad. Fue aprobado por la FDA el 19 de marzo de 1987 como tratamiento para el sida. La inexistencia de alternativas para tratar el sida condujo a su rápida aprobación. Está asociado con los mismos efectos tóxicos que d4T, aunque tarda un poco más en producirlos. Hoy día se tiende a usarlo cada vez menos, debido a estos efectos.
- Didanosina: También conocida por su sigla ddI, nombre comercial: Videx®, Videx EC®, análogo de la adenosina. Comercializado por Bristol-Myers Squibb.

Segundo antirretroviral aprobado por la FDA el 9 de octubre de 1991. La didanosina se desarrolló con fondos estatales, pero dado que el gobierno estadounidense no estaba autorizado para comercializar el producto, otorgó a Bristol-Myers Squibb (BMS) una patente por 10 años para mercadeo exclusivo como Videx® tabletas. Al concluir el periodo BMS reformuló Videx®, como Videx EC® y lo patentó. Dado que la didanosina se deteriora fácilmente con la acidez estomacal, la fórmula original utilizó tabletas masticables con un compuesto neutralizante. Estas tabletas eran muy grandes y frágiles, de mal sabor, y además el compuesto neutralizante causaba diarrea. La nueva formulación es una cápsula más pequeña, que contiene microesferas cubiertas. La FDA la aprobó para dosificación de una vez al día. Hoy día se tiende a usarlo cada vez menos, ya que los fármacos más nuevos son más eficaces y seguros.
- Zalcitabina: También conocida por su sigla ddC, dideoxicitidina, nombre comercial: Hivid®, análogo de la pirimidina.

Tercer antirretroviral aprobado por la FDA, el 19 de junio de 1992 para monoterapia, y en 1996 para combinación con AZT. Prácticamente no se utilizaba debido a su toxicidad. Ya no se comercializa en España. Comercializado por Roche.
- Estavudina: También llamada d4T. Nombre comercial: Zerit®, Zerit XR®, análogo de la timidina.

Cuarto antirretroviral aprobado por la FDA el 24 de junio de 1994 y en 1996 para uso pediátrico. En el 2001 se aprobó la versión para dosificación de 1 vez al día. Hoy día casi no se utiliza a no ser que sea absolutamente necesario por sus efectos secundarios tóxicos. Comercializado por Bristol-Myers Squibb.
- Lamivudina: también llamada 3TC. Nombre comercial: Epivir®, análogo de la citidina.

Aprobado por la FDA el 17 de noviembre de 1995 para combinación con AZT y en el 2002 en formulación para usar una vez al día. Comercializado por GlaxoSmithKline. Desde 2010, al caducar la patente en la UE, existe en España una versión genérica del 3TC comercializada por Laboratorios Normon.
- Abacavir: también llamado ABC. Nombre comercial: Ziagen®, análogo de la guanosina.

Aprobado por la FDA el 18 de diciembre de 1998,y por el Ministerio de Sanidad de España en 2000. Comercializado por GlaxoSmithKline. Conocido por su implicación en reacciones de hipersensibilidad asociada con muerte súbita en algunos casos; sin embargo, se desarrolló una prueba genética que permite predecir a cierto grado la susceptibilidad al desarrollo de esta hipersensibilidad, aunque esta prueba no está estandarizada ni autorizada por las autoridades sanitarias. Se estima que abacavir puede ser seguro para alrededor del 90 por ciento de los pacientes, pero hay un 10 por ciento de riesgo de reacciones de hipersensibilidad potencialmente mortales, especialmente si se administra toda la dosis una vez al día. También produce un aumento de lípidos en la sangre. Los últimos datos presentados (CROI2008 y Conferencia Mundial del Sida 2008) demuestran que el uso de abacavir aumenta el riesgo de padecer algún problema cardiovascular (infarto de miocardio). Aún no se conoce el mecanismo por el cual produce esto, pero parece que puede ser por un mecanismo inflamatorio, ya que se ha visto que con el uso de abacavir aumentan los niveles de ciertos marcadores indirectos de inflamación, como son la proteína C reactiva y la interleucina 6.
- Emtricitabina: también llamada FTC. Nombre comercial: Emtriva® (anteriormente Coviracil), análogo de la citidina.

Aprobado por la FDA el 2 de julio de 2003. Comercializado por Gilead Sciences. Es similar al 3TC y existe resistencia cruzada entre ambos. Tiene una potencia superior a 3TC y una permanencia en el organismo grande (semivida aproximada de 39 horas), lo que hace que se pueda administrar una vez al día con seguridad, y que ocasione menos resistencias que 3TC. Aprobado por la Agencia Europea de Medicamentos (EMEA) en octubre de 2003. Disponible en España desde septiembre de 2004.
- Festinavir: también llamado BMS-986001. Se trata de un análogo de la timidina de segunda generación similar a d4T pero sin sus problemas de toxicidad.

Inicialmente desarrollado por la Universidad de Yale (EE. UU.) y autorizado a la biotecnológica japonesa Oncolys BioPharma, en diciembre de 2010 Bristol-Myers Squibb adquirió los derechos de desarrollo y comercialización de este fármaco.
- EFdA: (4'-etinil-2-fluoro-2'-deoxiadenosina) es un compuesto en desarrollo propiedad de Merck inicialmente desarrollado por la biotecnológica japonesa Yasama Corporation y que ha sido estudiado con el apoyo de amFAR y los Institutos Nacionales de Salud de los Estados Unidos. En un cartel presentado en el XIX Congreso del IAS en Washington, se demostró que EFdA tenía un perfil de resistencias significativamente mejor que el Tenofovir in vitro.

#### Inhibidores de transcriptasa no nucleósidos
- Nevirapina: nombre comercial : Viramune®

Primero de esta clase aprobado por la FDA el 21 de junio de 1996 en adultos y en 1998 para uso pediátrico. Aprobado en España en 1999. Comercializado por Boehringer-Ingelheim.
- Delavirdina: nombre comercial : Rescriptor®

Aprobado por la FDA el 4 de abril de 1997. Actualmente no es de uso común, debido a sus efectos secundarios adversos. No aprobado para su uso en Europa.
- Efavirenz: nombres comerciales: Sustiva® y Stocrin®

Aprobado por la FDA el 21 de septiembre de 1998. Bristol-Myers Squibb comercializa Efavirenz con el nombre de Sustiva® en los Estados Unidos, Reino Unido, Francia, España, Alemania, Italia e Irlanda. Merck & Co comercializa Efavirenz con el nombre Stocrin® en el resto del mundo.
Sustiva fue aprobado en España en el año 2000. Es uno de los componentes de Atripla® (tenofovir+emtricitabina+efavirenz), de Gilead Sciences y Bristol-Myers Squibb. La patente caduco en EE. UU. y Europa en 2013, desde 2016 empezaron a aparecer los primeros genéricos de Efavirenz, con el consiguiente impacto beneficioso en el precio del tratamiento antirretroviral.
- Etravirina: nombre comercial: Intelence®

Comercializado en España por Janssen-Cilag. Aprobado en Europa para su uso en pacientes tratados previamente. La patente de Intelence caducará potencialmente en EE. UU. en 2021.
- Rilpivirina

Nombre comercial Edurant®. Es propiedad de Tibotec (J&J) y lo comercializará Janssen-Cilag. Aprobado por la FDA de EE. UU. en mayo de 2011. Aprobado por la EMA en septiembre de 2011. Cabenuva® la combinación de Rilpivirina con Cabotegravir fue aprobada por la FDA en enero de 2021 como el primer tratamiento por vía intramuscular. Rilpivirina se ha comparado con efavirenz y he demostrado tener menos efectos secundarios a nivel del sistema nervioso central, pero, por otro lado, hubo más fracasos virológicos al tratamiento entre los pacientes que tomaron rilpivirina frente a los que tomaron efavirenz, especialmente en los pacientes con cargas virales iniciales de más de 100 000 copias/mL. También se detectó que se seleccionaban más resistencias que afectaban a varios fármacos tras el fracaso con rilpivirina, lo que puede comprometer el futuro del tratamiento. A pesar de estos datos, las autoridades sanitarias lo han aprobado, aunque solo en pacientes que inicien tratamiento y que no tengan concentraciones del virus elevadas, ya que si fracasa el tratamiento, esto conllevaría un riesgo de desarrollar resistencias a otros posibles futuros tratamientos. Está también aprobado un comprimido combinado con tenofovir+emtricitabina+rilpivirina en colaboración con Gilead. Este último comprimido de combinación lo comercializará Gilead Sciences y se llama Complera® en EE. UU. y Eviplera® en Europa y tiene las mismas restricciones de uso por menor potencia que la rilpivirina aislada.
- Doravirine : nombre comercial: Pifeltro®

Es un inhibidor de la transcriptasa no nucleósido de Merck. En el XX CROI (marzo de 2013) se presentaron los datos de un estudio de fase I/IIa en el que demostró una buena eficacia y tolerabilidad tras siete días de monoterapia. MK 1439 tiene un perfil de seguridad y de resistencias diferentes a los otros inhibidores de la transcriptasa no nucleósidos disponibles en la actualidad. Fue aprobada para uso médico en EE. UU. en agosto del 2018 y en la Unión Europea en noviembre de 2018 bajo el nombre de Pifeltro.

#### Inhibidores de transcriptasa análogos de nucleótido
Normalmente, los análogos nucleósidos se convierten en el cuerpo a nucleótidos, por lo cual el saltarse este paso deriva en menor toxicidad y disminuye el tiempo de latencia del fármaco.
- Tenofovir disoproxil fumarato: o tenofovir o TDF, nombre comercial: Viread®

Aprobado el 26 de octubre de 2001 en EE. UU. La EMEA aprobó su uso en febrero de 2002 para la Unión Europea. En España está disponible desde el 4 de julio de 2002, tenofovir es comercializado por Gilead Sciences. Tenofovir es uno de los componentes de Truvada® (tenofovir+emtricitabina) comercializado por Gilead Sciences, de Atripla® (tenofovir+emtricitabina+efavirenz) comercializado por Gilead Sciences y Bristol-Myers Squibb. La Agencia Europea del Medicamento (EMEA) ha autorizado el uso de Viread® para el tratamiento de la hepatitis B crónica, ya que tiene actividad frente a dicho virus. El principal problema de tenofovir es la potencial toxicidad renal y ósea a largo plazo.
- Tenofovir alafenamida: o TAF. Es un profármaco de tenofovir, propiedad de Gilead Sciences. Se administra una vez al día. Esta nueva formulación hace que haya menos tenofovir libre, por lo que se espera que disminuyan los efectos secundarios asociados a TDF, especialmente la toxicidad renal. Fue aprobado para uso médico en EE. UU. en noviembre del 2016[12] bajo el nombre de Vemlidy.

- CMX 157: es un profármaco de tenofovir en desarrollo y propiedad de Merck. Además de las ventajas de mejor distribución del fármaco activo aportadas por TAF, CMX 157 tiene una farmacocinética que permitiría la administración 1 vez a la semana.

### Inhibidores de proteasa
La proteasa es una enzima requerida por el VIH para el ensamblaje final de los viriones, por lo cual su inhibición resulta en inhibición de la replicación vírica.
- Saquinavir, comercializado como Invirase® por Roche.

- Ritonavir, comercializado como Norvir®, por Abbott.

Actualmente se utiliza combinado con todos los inhibidores de proteasa a dosis pequeñas (100 o 200 mg) como potenciador (no como antiviral), ya que es un potente inhibidor del citocromo P450, lo que hace que los niveles en sangre de los inhibidores de proteasa se mantenga más tiempo en cifras óptimas. Es un inhibidor de la proteasa con muchos efectos adversos, pero ha de darse a dosis baja con todos los inhibidores de proteasa para que estos sean efectivos, la única excepción es el atazanavir.
- Indinavir, comercializado como Crixivan® por Merck. La patente de Crixivan® caducará tentativamente en febrero de 2021.

- Nelfinavir, comercializado como Viracept® por Roche.

- Amprenavir, nombre comercial: Agenerase® aprobado el 15 de abril de 1999. Fue comercializado por GlaxoSmithKline. Requería de la toma de ocho cápsulas de tamaño muy grande dos veces al día, por lo cual la producción fue finalizada el 31 de diciembre de 2004.

- Lopinavir, que está comercializado como Kaletra®, si bien incluye también bajas dosis de ritonavir (Kaletra es una combinación a dosis fija de lopinavir y ritonavir).

Kaletra es fabricado por Abbott Laboratories. La FDA lo aprobó para el tratamiento de la infección con el VIH en adultos y niños, en el 2000. En España está disponible desde 2001.
Un inconveniente del Kaletra es que debía conservarse a temperaturas no superiores a 25 °C, lo que es una dificultad en muchos países en vías de desarrollo.
Recientemente, Abbott ha preparado una nueva formulación del medicamento (comprimidos), con el mismo nombre en Europa y en EE. UU., y con el nombre comercial de Aluvia®
En los países con menor poder adquisitivo, los comprimidos no tienen estos problemas de conservación. Actualmente se considera que lopinavir es un fármaco ampliamente superado por los nuevos inhibidores de proteasa (atazanavir y darunavir)
- Atazanavir: nombre comercial: Reyataz®

Aprobado el 20 de junio de 2003. Comercializado por Bristol-Myers Squibb. Primer inhibidor de la proteasa aprobado para 1 toma al día. Parece estar menos asociado con la lipodistrofia y la dislipidemia. Parece no tener resistencia cruzada con otros inhibidores de proteasa. En Europa solo está aprobado su uso potenciado con ritonavir. En EE. UU. está autorizado a ser utilizado sin ritonavir, lo que le convierte en el único inhibidor de proteasa que se puede administrar sin potenciar, evitando así los efectos indeseables del ritonavir a la vez que se facilita su toma. Junto con lopinavir, es el inhibidor de la protesa que más ha demostrado su actividad, ya que tiene ensayos clínicos frente a todos los demás fármacos, y ninguno ha demostrado ser más eficaz ni más seguro que atazanavir, incluyendo nuevos fármacos como elvitegravir/cobicistat que se les presuponía más potente. Por su evidencia científica y perfil de seguridad y eficacia es en 2012 el inhibidor de protesas de elección, y así es reconocido por numerosas guías de práctica clínica del mundo.
- Fosamprenavir, nombre comercial: Lexiva® (EE. UU.) o Telzir® (Europa) pro-fármaco de amprenavir

Aprobado el 20 de octubre de 2003. En España está disponible desde 2005. Comercializado por GlaxoSmithKline. En el organismo es metabolizado para formar amprenavir, el cual es el ingrediente activo. Es en realidad una versión de amprenavir de liberación lenta, lo cual reduce la cantidad de comprimidos necesarios. Debe administrarse siempre con ritonavir como potenciador.
- Tipranavir o Aptivus® su nombre comercial. Comercializado por Boehringer-Ingelheim. Nuevo inhibidor de la proteasa, que es efectivo contra virus que son resistentes a otros

Inhibidores de la proteasa. Actualmente se utiliza poco. Debe administrarse siempre con ritonavir.
- Darunavir o Prezista® su nombre comercial. Efectivo contra virus resistentes a otros inhibidores de proteasa. Se utiliza principalmente como componente de tratamiento de rescate, ya que su elevado precio hace que no sea coste-efectivo utilizarlo para iniciar tratamiento. Debe tomarse siempre potenciado con ritonavir. Comercializado por Janssen-Cilag en España. En EE. UU. lo comercializa Tibotec. Solo existe un ensayo clínico que estudia el uso de darunavir/ritonavir en pacientes que inician tratamiento, y es frente a lopinavir/ritonavir. Por esto, actualmente se considera que tiene menos evidencia para su uso en tratamiento inicial que atazanavir/ritonavir.

### Inhibidores de la entrada
Impiden la entrada del virus a la célula previniendo la infección de células sanas.
- Enfuvirtida o Fuzeon® su nombre comercial. Administración por inyecciones subcutáneas. Comercializado por Roche. Es un inhibidor de la fusión del virus con la célula.

- Maraviroc o  Selzentry® su nombre comercial en EE. UU. o  Celsentry® su nombre comercial en Europa. Comercializado antes por Pfizer y actualmente por ViiV Healthcare (la joint venture hecha por las unidades de VIH de Pfizer y GSK).

Es un inhibidor del correceptor CCR5 únicamente activo contra el VIH que tiene tropismo por este receptor. No es activo contra el VIH que tiene tropismo CXCR4 o el que tiene tropismo mixto (CCR5/CXCR4. Para ello, es necesario realizar un test previo al tratamiento, que se llama test de tropismo. Antes dicho test se realizaba solo en EE. UU. en un laboratorio llamado Monogram Bioscience, con lo que había que enviar las muestras para análisis allí. Hoy se utilizan las técnicas del análisis genético del virus similares a los estudios de resistencia, que permiten saber si el tropismo es R5 y por lo tanto puede ser tratado con el maraviroc. Existe una tercera posibilidad que se denomina análisis del ADN proviral en linfocitos que pudieran usarse en pacientes con carga viral indetectable, pero su uso clínico todavía no está bien establecido

### Inhibidores de la integrasa
Medicamentos que evitan la acción de la integrasa, selectivos únicamente al VIH-1. Son potentes antirretrovíricos y se ha demostrado cierta eficacia en regímenes sin análogos de nucleósidos, pero siempre en combinación (p. ej., Inhibidor de Proteasa + Inhibidor de integrasa).
Los regímenes de tratamiento con inhibidores de integrasa producen una recuperación de CD4 más rápida que otros regímenes. Este hecho, si bien es positivo, no está claro si tiene algún beneficio clínico significativo.
- Raltegravir o  Isentress® su nombre comercial. Se administra vía oral dos pastillas al día. Disponible en España desde 2008. Comercializado por Merck. A diferencia de los otros inhibidores de la integrasa no requiere ser administrado con ritonavir, por lo que está libre de los efectos adversos de este. Su vía de metabolización es principalmente por glucuronización, por lo que presenta poco riesgo de interacción con medicamentos que se metabolizan por la vía del citocromo P450 (p. ej., tuberculostáticos, metadona, otros antirretrovirales, etc.). En un estudio publicado en 2013, la pauta raltegravir+tenofovir/emtricitabina se mostró superior a Atripla en lo que respecta a eficacia virológica e inmunológica en el análisis exploratorio tras 5 años de tratamiento (J Acquir Immune Defic Syndr � Volume 63, Number 1, 1 de mayo de 2013). Está en desarrollo una nueva formulación de administración una vez al día.
- Cabotegravir/rilpivirine o Cabenuva® su nombre comercial. Es un medicamento co-empaquetado que contiene cabotegravir y rilpivirina. Se administra vía una inyección intramuscular dosificada una vez al mes, es la primera de su tipo y fue aprobada por la FDA en enero de 2021.[13] Un mes antes de comenzar el tratamiento se debe tomar cabotegravir y rilpivirine de manera oral para asegurar la tolerancia del cuerpo. En los estudios Cabenuva fue igualmente de efectiva que el régimen de administración de pastillas vía oral.[14] El tratamiento no implicaría un régimen oral diario sino unas inyecciones una vez al mes.

- Elvitegravir, de Gilead Sciences. No está disponible como fármaco independiente. Actualmente (2012) está aprobado en EE. UU. como parte de una combinación a dosis fija (Stribild, ver más abajo). En Europa está siendo valorado aún. Se administra vía oral una sola pastilla al día. Requiere ser administrado con ritonavir como potenciador, por lo que no estaría libre de los efectos adversos de este. Se metaboliza por el citocromo P450, por lo que puede tener interferencias medicamentosas con fármacos que se metabolizan por esta vía. Elvitegravir/cobicistat/TDF/FTC ha demostrado ser no inferior a atazanavir/ritonavir/TDF/FTC ya EFV/TDF/FTC, en pacientes que inician tratamiento.

- Dolutegravir, o Tivicay® de ViiV Healthcare. Es un medicamento que se administra una vez al día y no requiere ser coadministrado con ritonavir ni con ningún otro potenciador. Se metaboliza por la vía del citorcromo P450, con el consiguiente riesgo de interacciones medicamentosas. El medicamento se basa en inhibir la intergrasa del VIH, uniéndose a esta enzima y bloqueándola. Hace parte del listado de medicamentos esenciales de la Organización Mundial de la Salud (OMS).

### Inhibidores de acoplamiento o adhesión
La fase inicial de la infección por VIH tiene 3 fases: en primer lugar, el VIH se adhiere a la célula a través del receptor CD4; en segundo lugar, se une a los correceptores (CCR5 o CXCR4) y finalmente se fusiona. Los inhibidores del acoplamiento actúan en el primer paso de la infección por VIH.
- Fostemsavir, de Bristol-Myers Squibb. Se trata de un profármaco del principio activo también conocido como BMS 626529, este se une a la proteína gp-120 del VIH y bloquea su acoplamiento a los receptores CD4 impidiendo así la infección del VIH a la célula. Su comercialización, finalmente fue autorizada por la FDA en el año 2020.

### Anticuerpos monoclonales anti-CCR5
Los anticuerpos monoclonales anti-CCR5, son anticuerpos dirigidos contra estos co-receptores. El principio consiste en colocar el receptor CCR5 frente a células blancas de cobayo que crearan anticuerpos dirigidos contra una fracción de este antígeno. Estos anticuerpos no son humanos, para su humanización, la fracción constante del anticuerpo será humanizada con fracción constante de una IgG de humano.
Actúan bloqueando la unión de la GP120 al receptor de la célula y de esta forma el VIH no logra entrar a la célula, la célula se mantendrá intacta y continuara con sus funciones normales. Esto ofrece una gran ventaja, ya que los actuales ARV's actúan dentro de la célula cuando el VIH ya ha infectado a esta célula. Otra ventaja es la siguiente, pueden ser bien tolerados por el paciente con pocos o ningún efecto secundario, además de que su administración sería mensual.
Estos anticuerpos aún no se encuentran en el mercado, pero se está estudiando su utilidad terapéutica en el tratamiento del VIH multirresistente, con tropismo al co-receptor CCR5.

### Combinaciones fijas
Unión de varios principios activos en un solo comprimido o cápsula.
- Combivir® = AZT + 3TC

Aprobado el 26 de septiembre de 1997. Comercializado por GlaxoSmithKline. Su problema principal es que produce lipodistrofia en la mayoría de los pacientes, tras el uso continuado.
- Trizivir® = ABC + AZT + 3TC

Aprobado el 15 de noviembre de 2000. Comercializado por GlaxoSmithKline. Actualmente considerado terapia subótpima.
- Kaletra® = Lopinavir + Ritonavir.

Aprobado el 15 de septiembre de 2000. Demuestra alta potencia, similar a Invirase (saquinavir) y con frecuencia se utiliza para casos de resistencia viral. Su problema son los efectos secundarios, sobre todo el aumento de los niveles de lípidos en sangre. Comercializado por Abbott.
- Kivexa® (nombre en Europa) o Epzicom® (nombre en EE. UU.) = ABC + 3TC

Aprobado el 2 de agosto de 2004 para dosis única diaria. Sus problemas principales son las reacciones alérgicas potencialmente mortales y que eleva los lípidos en sangre. Comercializado por GlaxoSmithKline.
- Truvada® = tenofovir + emtricitabina

Aprobado el 2 de agosto de 2004 para dosis única diaria. Disponible en España desde el 19 de julio de 2006. Comercializado por Gilead Sciences. Se trata de la única combinación de nucleósidos recomendada como preferente por las guías americanas de tratamiento (DHHS HIV treatment guidelines, noviembre de 2008)
- Atripla® = tenofovir + emtricitabina+ efavirenz

Aprobado en julio de 2006 en EE. UU. para dosis única diaria. En Estados Unidos, comercializado por Gilead Sciences y Bristol Myers Squibb. En Europa fue aprobado en diciembre de 2007. En España está disponible desde mayo de 2008. En Estados Unidos, España, Reino Unido, Alemania, Italia, Irlanda y Francia los titulares de la autorización con Gilead Sciences y Bristol Myers Squibb. En el resto del mundo, son Gilead Sciences y Merck Co.
- Complera® / Eviplera® = tenofovir + emtricitabina+ rilpivirina

Aprobado en 2011 en EE. UU. (Complera) y en Europa (Eviplera) para dosis única diaria. Solo en pacientes que inicien tratamiento y que tengan baja carga viral por el riesgo mayor de fracaso terapéutico que con Atripla. Comercializado por Gilead Sciences.
- Stribild® = tenofovir + emtricitabina+ elvitegravir + cobicistat

aprobado en 2012 en EE. UU. para dosis única diaria. (Conocido como Quad antes de su aprobación, comercializado por Gilead Sciences) Su uso está recomendado por el Departamento de Salud de EE. UU. como tratamiento alternativo (no preferente) en paciente naive, debido a los pocos datos en mujeres y en pacientes con enfermedad avanzada, y que tengan preservada la función renal por el posible efecto a nivel del riñón de dos de sus componentes (tenofovir y cobicistat).
- Triumeq® = abacavir + lamivudina+ dolutegravir

Es una medicación de una dosis diaria, para aquellos pacientes que no presenten hipersensibilidad al abacavir. Fue aprobada en los Estados Unidos en agosto de 2014 y es comercializada por ViiV Healthcare.
- Genvoya® = elvitegravir + cobicistat + emtricitabina + tenofovir

Aprobado en el año 2014 es una combinación de 4 drogas, con la novedad de presentar una nueva versión de tenofovir (alafenamida de tenofovir), el cual tiene menor impacto en las funciones renales y óseas de los pacientes. La medicación es producida por la farmacéutica Gilead.
También se estudiaron en el año 2015 combinaciones a dosis fija de inhibidores de proteasa. 
- Atazanavir+Cobicistat (Evotaz®) (Bristol-Myers Squibb). Está indicado en combinación con otros medicamentos antirretrovirales para el tratamiento de adultos y adolescentes (que pesen al menos 35 kg). Primera autorización 2015.[15][16][17]

- Darunavir+cobicistat (Tibotec®; REZOLSTA®). En combinación con otros medicamentos antirretrovirales en pacientes adultos y adolescentes (que pensen al menos 40 kg). Primera autorización 2015.[18][19]

Otras posibles combinaciones a dosis fija están siendo valoradas permanentemente.
- 2016-2025

Las combinaciones ofrecen la reducción del número de pastillas, pero lamentablemente no todos los pacientes pueden tomarlas debido a características propias de su virus o por intolerancia a las mismas. 
Igualmente, con la aparición de medicamentos genéricos entre los antirretrovirales, según el precio que tengan estas combinaciones puede que no se justifique su uso por un perfil de coste efectividad desfavorable.

Además todas estas combinaciones incluyen entre sus componentes análogos de nucleósidos, que tienen efectos secundarios a largo plazo como la insuficiencia renal, posible toxicidad ósea o aumento del riesgo cardiovascular; por ello se están estudiando combinaciones sin tenofovir o abacavir (p. ej.: LPV/r+3TC o ATV/r+3TC) o incluso totalmente libres de análogos de nucleósidos (p. ej.: DRV/r+RAL; ATV/r+RAL; ATV/r+MVC, etc.).[cita requerida]

### Potenciadores sinergísticos
No poseen por sí mismos actividad antiviral, pero potencian los efectos de los antivíricos. No se utilizan habitualmente.
- Hidroxiurea, (HU) utilizada para anemia falciforme y otros trastornos hematológicos.

Potencia al ddI, y en menor grado al AZT y ddC. Posiblemente debido a que prolonga la fase S de crecimiento celular lo que ayuda a los antirretrovirales a permanecer más tiempo en la célula. También inhibe la reductasa de ribonucleótidos lo que genera más absorción de ddI, AZT o ddC. HU puede producir supresión medular y pancreatitis. Existen recomendaciones en contra del uso de HU.
- Resveratrol (RV), producto natural existente en las uvas de la vid (Vitis vinifera) y otros vegetales.

Potencia ddI, y en menor grado AZT y ddC in vitro. Mecanismo similar a HU. RV es mejor tolerado y tiene menor índice de efectos adversos.
- Ácido micofenólico, es un inhibidor de la deshidrogenasa de inosina.

Potencia abacavir, pero reduce el efecto de AZT y ad4T. Está aprobado para uso en trasplante de órganos como micofenolato de mofetil, nombre comercial: CellCept®. Existe evidencia de posible actividad contra hepatitis C, haciéndolo de interés particular en el manejo de pacientes coinfectados con VIH y hepatitis C.
- Zumo de toronja o pomelo extracto de producto natural.

El zumo de toronja o pomelo puede inhibir la enzima CYP3A4 en el tracto gastrointestinal, no así en la sangre. La administración de zumo antes de la toma de inhibidores de proteasa podría incrementar su biodisponibilidad.
- Leflunomida: nombre comercial: Arava®

Potencia AZT, similar a HU, RV y ácido micofenólico.

### Sobre el VIH y su tratamiento
- https://web.archive.org/web/20100713184745/http://vihvalencia.es/index.php: especialistas en línea. Da acceso a información actualizada en castellano y valenciano y permite consultas anónimas y gratuitas
- Grupo de Estudio de sida —GESIDA— de la Sociedad Española de Enfermedades Infecciosas y Microbiología Clínica —SEIMC— Archivado el 14 de junio de 2008 en Wayback Machine.
- British HIV association
- SEISIDA: Sociedad Española Interdisciplinaria de sida
- AIDS Info (página de información de VIH del Gobierno de EE. UU Archivado el 25 de febrero de 2011 en Wayback Machine.
- Johns Hopkins University AIDS service
- Further drug information
- Web de la Universidad de Liverpool sobre interacciones medicamentosas de antirretrovirales
- Página de VIH de Medscape ( registro gratutito pero obligatorio)
- HIV Resistance response intitiative: página sobre mutaciones de resistencias a fármacos del VIH
- The body pro HIV
- Timely topics HIV
- HIV resistance web
- International AIDS Society
- BEST Archivado el 11 de octubre de 2015 en Wayback Machine.: El programa BEST (Better Equipped for Starting Treatment) se dirige a las personas que viven con VIH que han sido diagnosticadas pero que aún no han iniciado el tratamiento.
- SHE: Mujeres Fuertes, Empoderadas, VIH positivas: Web de recursos para mujeres VIH positivas.

### ONG dedicadas al VIH
- Grupo de Trabajo sobre tTratamientos en VIH
- Fundación FIT Formación e Información sobre Tratamientos en VIH
- Foro Español de Activistas en Tratamientos del VIH
- CESIDA: Coordinadora Estatal de VIH-SIDA
- NAM: Information on HIV and AIDS
- Asociación para la Prevención y Estudio del VIH/Sida

### Información sobre fármacos
Las siguientes páginas son creadas por las casas farmacéuticas
- Atripla® (efavirenz, emtricitabina y tenofovir)
- Truvada® (emtricitabina y tenofovir)
- Kaletra® (lopinavir y ritonavir)
- Reyataz® (atazanavir)
- Isentress® (Raltegravir)
- Triumeq® (dolutegravir abacavir, lamivudina)

- Datos: Q583050
- Multimedia: Antiretroviral drugs / Q583050